# Saint-Léopardin-d’Augy
Saint-Léopardin-d’Augy – miejscowość i gmina we Francji, w regionie Owernia-Rodan-Alpy, w departamencie Allier.

## Demografia
Według danych na rok 1990 gminę zamieszkiwało 345 osób, a gęstość zaludnienia wynosiła 9 osób/km². W styczniu 2015 r. Saint-Léopardin-d’Augy zamieszkiwały 392 osoby, przy gęstości zaludnienia wynoszącej 10,2 osób/km².